# 石川県道160号尾小屋尾小屋停車場線
石川県道160号尾小屋尾小屋停車場線（いしかわけんどう160ごう おごやおごやていしゃじょうせん）は、石川県小松市を通る一般県道（石川県道）である。

## 概要
- 起点：石川県小松市尾小屋町チ152番地先
- 終点：石川県小松市尾小屋町ワ172番2番地先
  - 起点から南東へ88m進むと終点である。当県道名は1977年（昭和52年）3月20日に廃止となった尾小屋鉄道の尾小屋駅に由来する。日本にいくつか存在する停車場のない停車場線のひとつである。

## 歴史
- 1960年（昭和35年）10月15日：路線認定。

## 接続する道路
- 国道416号（小松市尾小屋町：起点）